# II. třída okresu Blansko
II. třída okresu Blansko (Okresní přebor II. třídy) tvoří společně s ostatními druhými třídami skupiny osmé nejvyšší fotbalové soutěže v Česku. Je řízena Okresním fotbalovým svazem Blansko (OFS Blansko). Hraje se každý rok od léta do jara se zimní přestávkou. Účastní se ji 14 týmů z okresu Blansko, každý s každým hraje jednou na domácím hřišti a jednou na hřišti soupeře. Celkem se tedy hraje 26 kol. Vítězem se stává tým s nejvyšším počtem bodů v tabulce a postupuje do I. B třídy Jihomoravského kraje – skupiny B. Poslední dva týmy sestupují do III. třídy okresu Blansko. Do II. třídy vždy postupuje vítězný a druhý tým z III. třídy.

## Vítězové
- 1960/1961[1] – TJ Minerva Boskovice
- 1961/1962[2] – TJ Spartak ČKD Blansko „B“
- 1962/1963[3] – TJ Minerva Boskovice
- 1963/1964[4] – TJ Sokol Velké Opatovice
- 1964/1965[4] – TJ Sokol Ráječko
- 1965/1966[4] – TJ MKZ Rájec-Jestřebí
- 1966/1967[4] – TJ Sokol Ráječko
- 1967/1968[4] – TJ Spartak Metra Blansko „B“
- 1968/1969[5] – TJ Minerva Boskovice
- 1969/1970[6] – TJ Sokol Drnovice
- 1970/1971[6] – TJ Sokol Rudice
- 1971/1972[6] – TJ Sloup
- 1972/1973[6] – TJ Sokol Jedovnice
- 1973/1974[6] – TJ Sokol Lipovec
- 1974/1975[6] – TJ Sokol Rudice
- 1975/1976[6] – TJ Spartak ČKD Blansko „B“
- 1976/1977[6] – TJ Minerva Boskovice
- 1977/1978 – TJ Spartak ČKD Blansko „B“
- 1978/1979 – ...
- 1979/1980[6] – TJ Šošůvka
- 1980/1981 – ...
- 1981/1982 – ...
- 1982/1983[6] – TJ Sokol Lysice
- 1983/1984 – TJ Sokol Senetářov (sk. A)[4]
- 1984/1985 – ... (sk. A), TJ Spartak ČKD Blansko „B“ (sk. B),[6] TJ Sokol Svitávka (sk. C)[4]
- 1985/1986 – ... (sk. A), ... (sk. B), TJ Sokol Doubravice nad Svitavou (sk. C)[4]
- 1986/1987 – TJ Spartak ČKD Blansko „B“
- 1987/1988[4] – TJ Minerva Boskovice
- 1988/1989[4] – TJ Adast Adamov
- 1989/1990[4] – TJ Minerva Boskovice
- 1990/1991[4] – TJ Adast Adamov
- 1991/1992[4] – TJ MKZ Rájec-Jestřebí
- 1992/1993[4] – SK Jedovnice
- 1993/1994[4] – TJ Sokol Velké Opatovice
- 1994/1995[4] – AFK Letovice
- 1995/1996[4] – TJ Sokol Doubravice nad Svitavou
- 1996/1997 – ...
- 1997/1998[6] – Sokol Šebrov
- 1998/1999[6] – TJ Sokol Kořenec
- 1999/2000[7] – TJ Sokol Skalice nad Svitavou
- 2000/2001 –
- 2001/2002 – ...
- 2002/2003[4] – AFK Letovice
- 2003/2004 – ASK Blansko
- 2004/2005[4] – AFK Letovice
- 2005/2006[4] – FC Olešnice
- 2006/2007[8] – TJ Sokol Černá Hora
- 2007/2008[8] – SK Sokol Lipovec
- 2008/2009[8] – TJ Sokol Bořitov
- 2009/2010[8] – FK APOS Blansko „B“
- 2010/2011[8] – SK Sokol Lipovec
- 2011/2012[8] – FK APOS Blansko „B“
- 2012/2013[8] – TJ Sokol Doubravice nad Svitavou
- 2013/2014[8] – FK Černá Hora
- 2014/2015[8] – SK Jedovnice
- 2015/2016[9] – TJ Sokol Rudice
- 2016/2017[9] – TJ Vysočany
- 2017/2018[9] – FK Černá Hora
- 2018/2019[9] – FC Boskovice „B“
- 2019/2020[9] – TJ Sokol Olomučany (neúplný ročník)
- 2020/2021[9] – SK Olympia Ráječko „B“ (neúplný ročník)
- 2021/2022[9] – TJ Sokol Rudice
- 2022/2023 - SK Cetkovice